# Есинский сельсовет
Есинский сельский совет - муниципальное образование в Аскизском районе Хакасии.

## Население
| 2002  | 2010  | 2012  | 2013  | 2014  | 2015  | 2016  |
| ----- | ----- | ----- | ----- | ----- | ----- | ----- |
| 3029  | ↗3061 | ↘3045 | ↘2962 | ↘2829 | ↘2769 | ↘2694 |
| 2017  | 2018  | 2019  | 2020  | 2021  |       |       |
| ↘2605 | ↘2537 | ↘2440 | ↘2394 | ↗2935 |       |       |

## Состав сельского поселения
В состав сельского поселения входят 9 населённых пунктов:
| № | Населённый пункт | Тип населённого пункта       | Население |
| - | ---------------- | ---------------------------- | --------- |
| 1 | Абрамов          | аал                          | ↗59       |
| 2 | Бырганов         | аал                          | ↗33       |
| 3 | Перевозное       | аал                          | ↗51       |
| 4 | Печень           | аал                          | ↘26       |
| 5 | Полтаков         | село, административный центр | ↘1151     |
| 6 | Сартак           | посёлок                      | ↗57       |
| 7 | Сафронов         | аал                          | ↗280      |
| 8 | Усть-Есь         | село                         | ↘969      |
| 9 | Усть-Таштып      | аал                          | ↗435      |

## Образование
В поселении две средних и одна основная школы.

## Культура
Действует Полтаковский (Есинский) стеларий, сохраняющий 93 стелы с тысячами изображений различных эпох. Вблизи аала Сафронов находиться Сафроновский могильник.